# 稲城市消防本部
稲城市消防本部（いなぎししょうぼうほんぶ）は、東京都稲城市の消防部局（消防本部）。管轄区域は市全域。東京都内では島嶼部を除けば唯一の市町村単独消防であり、現在も東京消防庁への委託は検討されていない。

## 概要
- 消防本部：東京都稲城市東長沼2111番地
- 管内面積：17.97km2
- 職員定数：110人
- 消防署2カ所(内一個　出張所）
- 主力機械
  - 消防ポンプ自動車：9
  - 水槽付消防ポンプ自動車：1
  - はしご付消防自動車：1
  - 化学消防自動車：1
  - 救助工作車：1
  - 高規格救急自動車：3
  - 指揮車：1
  - 人員輸送車：1
  - 消防団指揮車：1
  - 広報車：1
  - 緊急バイク：1
  - クレーン付きダンプ：1
  - 防災用貨物トラック：1
  - 給水車：1
  - 除雪用フォークリフト：1
  - 可搬式小型動力消防ポンプ：1
  - 災害活動用ドローン：1

同住所所在の稲城市庁舎とは4階連絡通路で繋がっている。

## 沿革
- 1967年12月27日 稲城町消防本部を開設する。
- 1970年4月1日 稲城消防署を開設する。
- 1971年11月1日 市制を施行し稲城市となる。稲城市消防本部に改称する。
- 1974年4月1日 消防庁舎を新築する。
- 2006年3月 第二次稲城市消防基本計画を策定、2006年度から概ね10年間は市単独消防を継続・推進する。
- 2008年3月31日 東京都が東京都消防広域化推進計画により稲城市および東久留米市の常備消防業務を、東京消防庁が2012年(平成24年)度末までに受託を促進する計画を作成。これにより、まず東久留米市が2010年4月1日から東京消防庁に消防事務を委託した。稲城市は本案に対し、平成27年度までは単独消防体制を維持するとしている(広報いなぎから)が、2022年現在東京消防庁に委託されていない。
- 2016年4月　第二次稲城市消防基本計画（10年間）が終了した事をうけて、第三次稲城市消防基本計画（期間は10年間）を策定し、消防出張所の実施設計や市の単独消防の継続が決定した[2]。
- 2017年4月　上平尾消防出張所を開設する。
- 2017年8月　災害活動用ドローンの運用を開始する。

## 組織
- 本部－総務課、警防課、予防課
- 消防署－総務課、警防課、予防課

## 東京消防庁に業務委託しない理由
伊豆諸島を除く東京都の市町村の消防はすべて東京消防庁に業務委託しているが、稲城市のみ業務委託せず単独で消防を行っている。また、今後東京消防庁に対して業務委託をする予定も現段階では存在しない。単独消防を行うメリットとして、以下の5つを挙げている。
1. 消防・防災対策に関する施策の意思決定が速く、迅速に実現できる。
2. 地域防災関係団体との連携のとれた消防・防災行政を推進できる。
3. 消防職員が市職員であることから、緊急時の連絡体制の確保が迅速に処理できる。また、消防本部が市の一部局であることから、各種消防施策を市と連携して遂行できる。
4. 職員の市外異動がないことから、職員が管内情勢に精通できる。
5. 防災課を消防本部に配置しており、防災業務の一元化を図ることができる。

東京消防庁に委託するデメリットは、単独消防としてのメリットが生かせないことであり、単独消防のデメリットがないため、業務委託するメリットはないとしている。

## 消防署

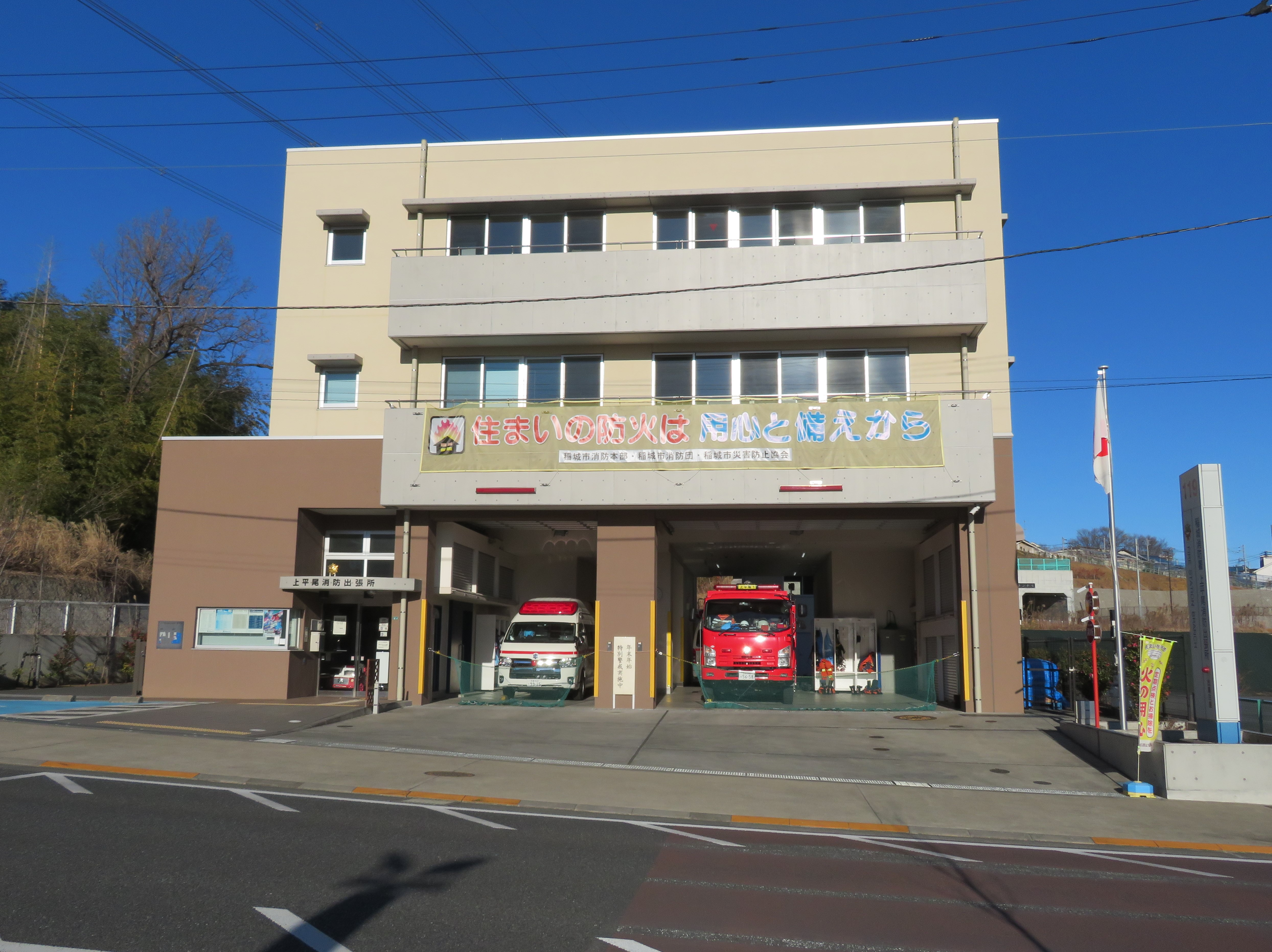
上平尾消防出張所

| 消防署                 | 出張所                      |
| ---------------------- | --------------------------- |
| 稲城消防署(東長沼2111) | 上平尾出張所(平尾4丁目15-4) |